# Gethyllis verticillata
Gethyllis verticillata är en amaryllisväxtart som beskrevs av Robert Brown. Gethyllis verticillata ingår i släktet Gethyllis och familjen amaryllisväxter. Inga underarter finns listade i Catalogue of Life.